# Paint Horse
Il Paint Horse (o American Paint Horse) è una razza di cavallo che combina le caratteristiche morfologiche di un cavallo da bestiame occidentale con un pattern di colorazione pinto, caratterizzato da macchie bianche e scure sul mantello. Sviluppato a partire da una base di cavalli macchiati con linee di sangue Quarter Horse e Thoroughbred, il registro delle razze dell'American Paint Horse Association (APHA) è ora uno dei più grandi del Nord America. Il registro consente ad alcuni animali non macchiati di essere registrati come "Solid Paint Bred" e considera il Paint Horse americano una razza equina con caratteristiche distinte, non solo una razza di colore.

## Storia

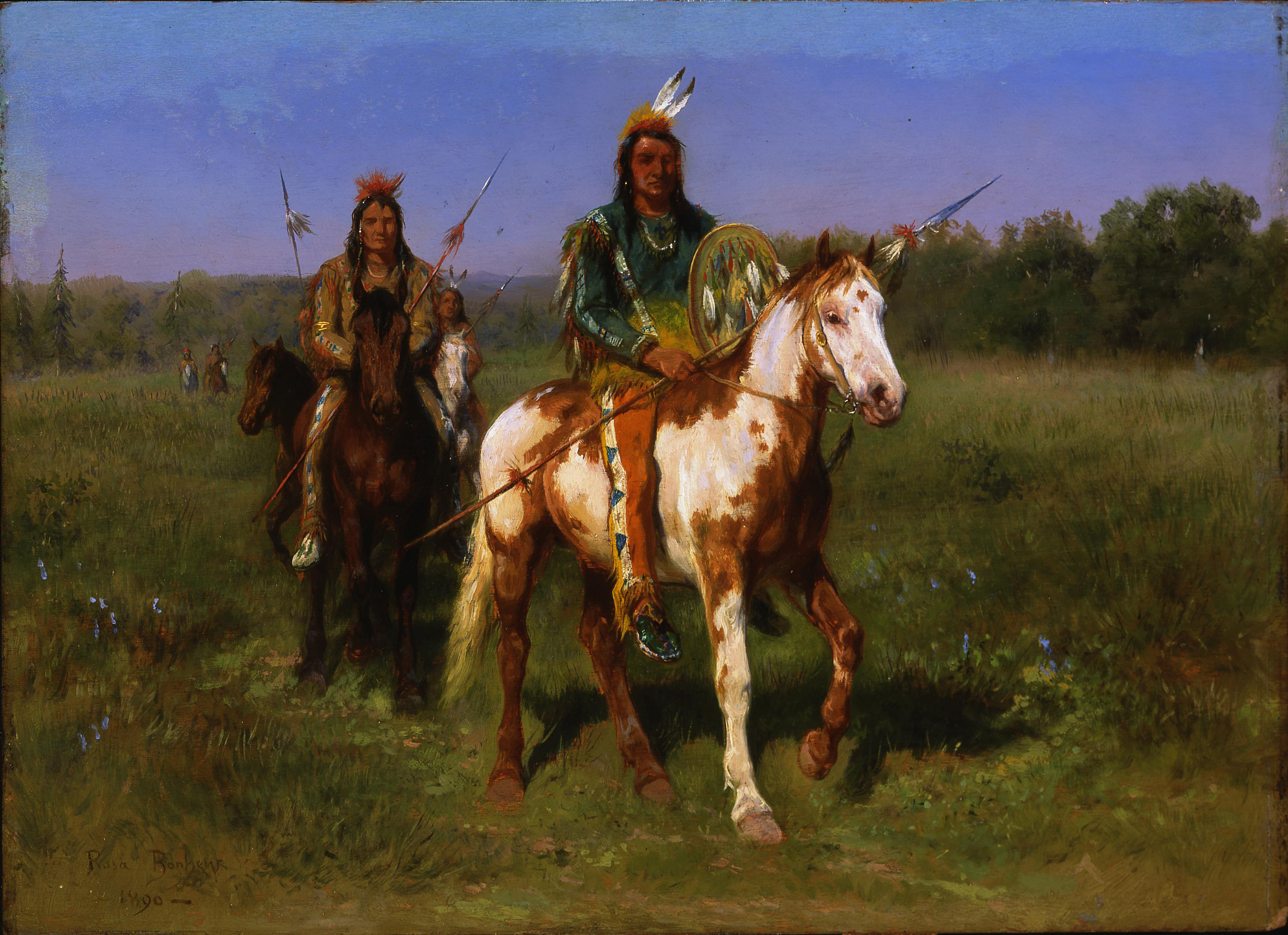
Indiani a cavallo (1890)

### Arrivo in America
Con l'arrivo dei conquistadores spagnoli, furono importati nel Nord America cavalli di razza berbera, araba e pony. Questi cavalli si incrociarono con i cavalli di razza Mustang già presenti in America e derivanti da precedenti inselatichimento di animali portati dagli europei. Ne derivarono cavalli con il mantello pezzato che attirarono l'attenzione delle popolazioni indigene, in particolare i Comanches, abilissimi cavalieri, che ne apprezzarono la velocità e la tenacia. La popolarità di questi cavalli crebbe anche tra i visi pallidi. Questa tribù fu la prima selezionatrice del Paint Horse Americano. Successivamente vennero incrociati con i purosangue inglese portati dai coloni britannici, creando così cavalli robusti, intelligenti, bilanciati e colorati.
Questi nuovi cavalli erano molto simili geneticamente al Quarter Horse, in particolare erano molto simili al tipo “stock”. Tuttavia, la American Quarter Horse Association (AQHA) per molti anni, in modo da preservare la razza, si rifiutò di registrare come Quarter Horses cavalli con mantelli pezzato o cavalli “crop-out”, cioè con macchie bianche sul corpo oppure parti del mantello bianche sopra il ginocchio e il garretto.

### Istituzione dell'associazione
A partire dal 1961 furono create varie associazioni che potessero registrare questi cavalli.
L'APQHA (American Paint Quarter Horse Association) fu formata nel 1961 ad Abilene, in Texas, principalmente per registrare i cavalli cropout nati dagli accoppiamenti di Quarter Horses registrati. Consentirono anche la registrazione dei non-cropouts ("solidi") che avevano conformazione e linee di sangue Quarter Horse. L'APSHA (American Paint Stock Horse Association) fu formata nel febbraio 1962. Le regole di registrazione dell'APSHA differivano da quelle dell'APQHA nel senso che escludevano i cavalli gaited e prescrivevano che i cavalli principalmente di colore scuro dovessero avere almeno tre macchie bianche larghe 7,5 cm sul loro corpo, e che i cavalli principalmente bianchi dovessero avere almeno una macchia scura larga almeno 15 cm sul loro corpo. Entrati entrambi in vigore nel 1965, sebbene l'APHA chiami l'APSHA suo predecessore.

### Primo paint
L'11 agosto 1961 il primo certificato di American Paint Horse fu fatto ad uno stallone tobiano nero/bianco di nome Bandits Pinto di proprietà del Flying M. Ranch di Mc. Kinney residente in Texas. Ad oggi il registro dell'APHA è quello con più cavalli registrati al mondo, dopo il registro dell'AQHA.

## Morfologia
La testa del Paint è fine, ben delineata e con un profilo di tipo rettilineo. Il muso risulta piuttosto piccolo, la mascella larga, mentre le orecchie sono di lunghezza media e gli occhi grandi e prevalentemente chiari. Il collo, piuttosto lungo e sottile, si congiunge a delle spalle armoniose e ben inclinate. Il petto è largo e profondo. Il garrese risulta ben delineato, la linea dorso-lombare invece è corta, con reni inserite in una groppa arrotondata e muscolosa. Gli arti sono di linea pulita, diritti e forti, mentre le ginocchia sono ben appiombate, leggermente affusolate verso lo stinco e i garretti sono ben fatti e non eccessivamente alti. Gli avambracci sono corti e muscolosi, i tendini puliti e asciutti, mentre i piedi ben proporzionati e rotondi.

## Registrazione
La combinazione di colore e conformazione del Paint Horse americano ha reso l'American Paint Horse Association (APHA) il secondo registro di razza più grande negli Stati Uniti. Sebbene il pattern colorato del mantello sia essenziale per l'identità della razza, i Paint Horse americani hanno rigorosi requisiti di linea di sangue e un distintivo tipo di corpo da cavallo da bestiame. Per essere idoneo al registro, il padre e la madre di un Paint devono essere registrati presso l'American Paint Horse Association, l'American Quarter Horse Association o il Jockey Club (Thoroughbreds). Almeno uno dei genitori deve essere un Paint Horse americano registrato. Ci sono due categorie di registrazione, regolare, per i cavalli con colore, e solid Paint-bred, per quelli senza colore.

### Regolare registrazione APHA

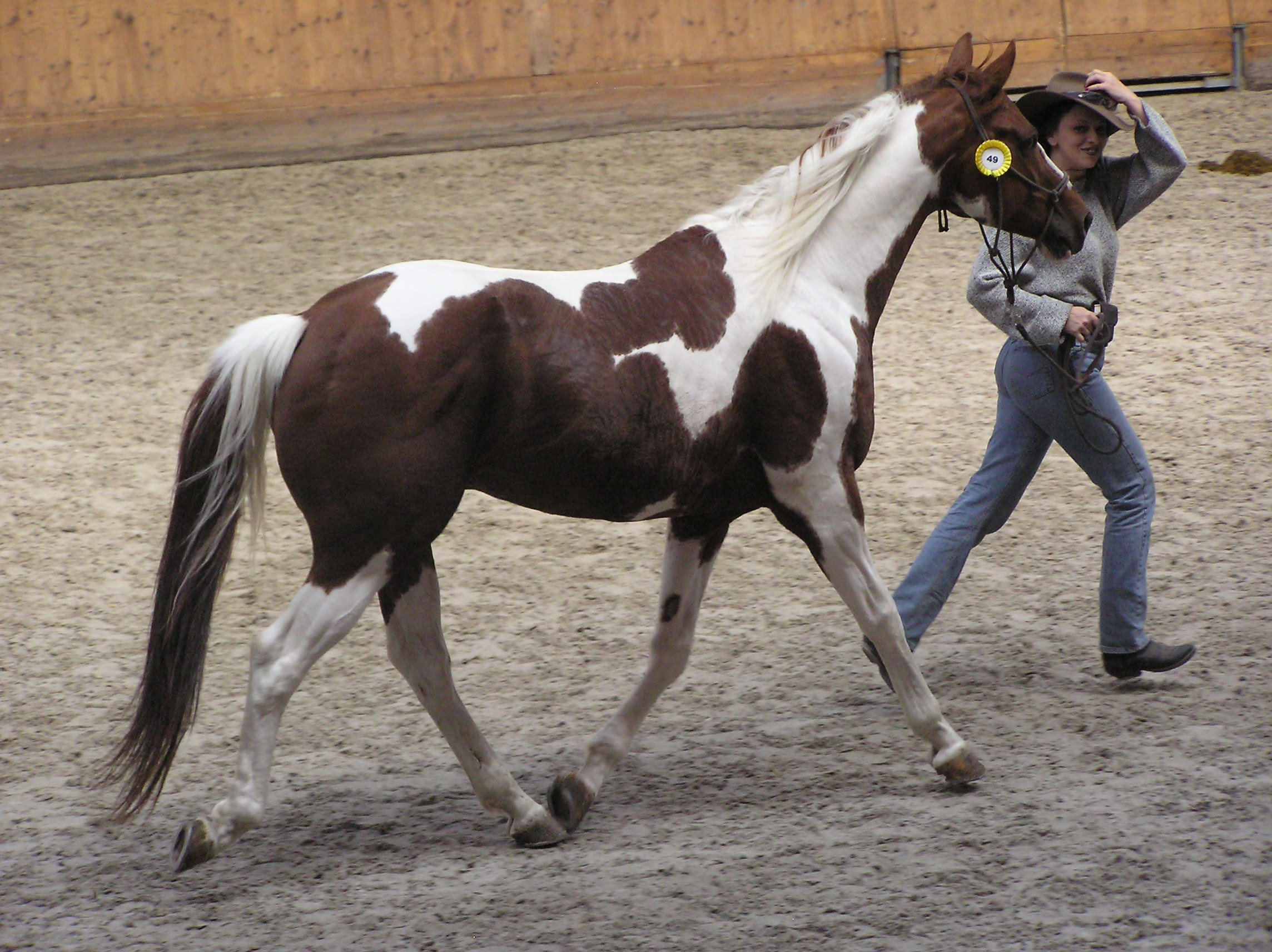
Una regolare registrazione Paint

Oltre alle linee di sangue, per essere idoneo al Registro Regolare dell'American Paint Horse Association (APHA), il cavallo deve anche presentare una "marchiatura naturale paint", che significa avere o un colore predominante del mantello con almeno un'area contrastante di pelo bianco solido della dimensione richiesta con un po' di pelle sottostante non pigmentata presente sul cavallo al momento della nascita, oppure, nel caso di un mantello a prevalenza bianca, almeno un'area contrastante della dimensione richiesta di pelo colorato con un po' di pelle sottostante pigmentata presente sul cavallo. Le marchiature naturali Paint devono solitamente coprire più di due pollici e devono essere situate in determinate aree designate del corpo.

### Solid Paint-razza

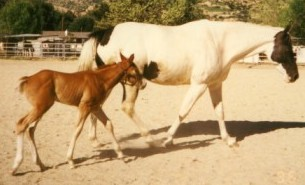
Puledro di razza Solid Paint. Il padre è sorrel e bianco tobiano. La madre è tovero nero e bianco. Il puledro è un solid chestnut.

Anche i discendenti di colore solid di due genitori Paint registrati, chiamati "Solid Paint-Breds" o "Breeding Stock Paints", sono idonei alla registrazione, con alcune restrizioni. Possono partecipare a alcuni spettacoli riconosciuti della razza Paint e ci sono programmi alternativi offerti, nonché molti programmi di incentivo all'interno del registro disponibili per i cavalli Solid Paint-bred. Se un cavallo di colore solid viene accoppiato con un cavallo Paint registrato nel registro regolare, è possibile produrre un puledro macchiato. In alcuni casi, come i pattern recessivi sabino, descritti di seguito, anche un cavallo di colore solido può comunque portare geni per il colore. Tuttavia, nel caso del pattern dominante tobiano, un Breeding Stock Paint non porterà questi geni del colore, anche se potrebbe conservare altri tratti desiderabili.

## Mantello
Ogni Paint Horse presenta una particolare combinazione di bianco e di un altro colore dello spettro equino. I cavalli più comuni sono quelli che presentano macchie bianche combinate al nero, al baio, al marrone o al castano. Meno comuni sono invece quei cavalli caratterizzati da macchie il cui colore è stato influenzato da specifici geni di diluizione; sono un esempio il palomino, l'isabella (buckskin), il cremello, il perlino (pearl o "Barlink factor") e lo champagne, o anche le varie tonalità di roano e di dun. Le macchie possono presentarsi praticamente su qualsiasi parte del corpo e possono essere di qualsiasi forma e/o dimensione. Fa eccezione particolare il complesso pattern del leopardo caratteristico di un'altra razza equina, l'Appaloosa. Nonostante l'ampia varietà di colori e pezzature, i mantelli che caratterizzano la razza Paint sono raggruppati in soli quattro modelli ben definiti: il Tobiano, l'Overo (il quale include: l'Overo Frame, l'Overo Sabino e l'Overo Splash), il Tovero e il Solid.

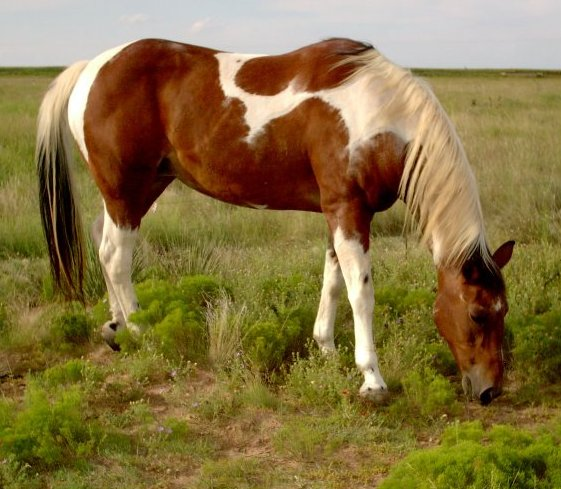
Paint con manto Tobiano

### Tobiano
Rappresenta il modello di pezzatura più comune. È caratterizzato da fondo bianco con pezzature uniformi (dai bordi lisci) e tendenzialmente arrotondate che si dispongono, secondo un modello approssimativamente verticale, su: petto, fianchi e talvolta coda. Gli occhi solitamente sono scuri. La testa tende ad essere monocromatica (generalmente scura), con o senza lista. Il bianco, che spesso risulta dominante, è sempre presente sugli arti e lungo il dorso tra garrese e coda.

### Overo
È caratterizzato da fondo baio, sauro e morello in tutte le sfumature e macchie bianche. Quest'ultime sono localizzate, secondo un orientamento prettamente orizzontale, principalmente su tronco e collo e sono caratterizzate da bordi frastagliati, dentellati e spesso non risultano chiaramente demarcate, infatti dove incontrano il colore presentano un'ombreggiatura sfumata. Generalmente il colore domina sul bianco, il quale raramente attraversa il treno posteriore e gli arti. La testa di solito tende ad essere bianca, talvolta con occhi blu. Sul muso, diversamente dal Tobiano, sono frequenti la bellafaccia, la grande lista e la lista. Una particolare anomalia genetica accompagna i cavalli portatori del gene dominante Overo: l'incrocio di due cavalli Overo ha una possibilità su quattro di generare un puledro dal manto bianco, il quale è destinato a morire poche ore dopo la nascita a causa di una malformazione dell'intestino, associata proprio a questo gene. Ciò rende il colore Overo più raro del Tobiano. Questo modello racchiude a sua volta altri 3 modelli di pezzatura, ben definiti e riconosciuti dall'APHA, ovvero: l'Overo Frame, l'Overo Sabino e l'Overo Splash.

#### Overo Frame

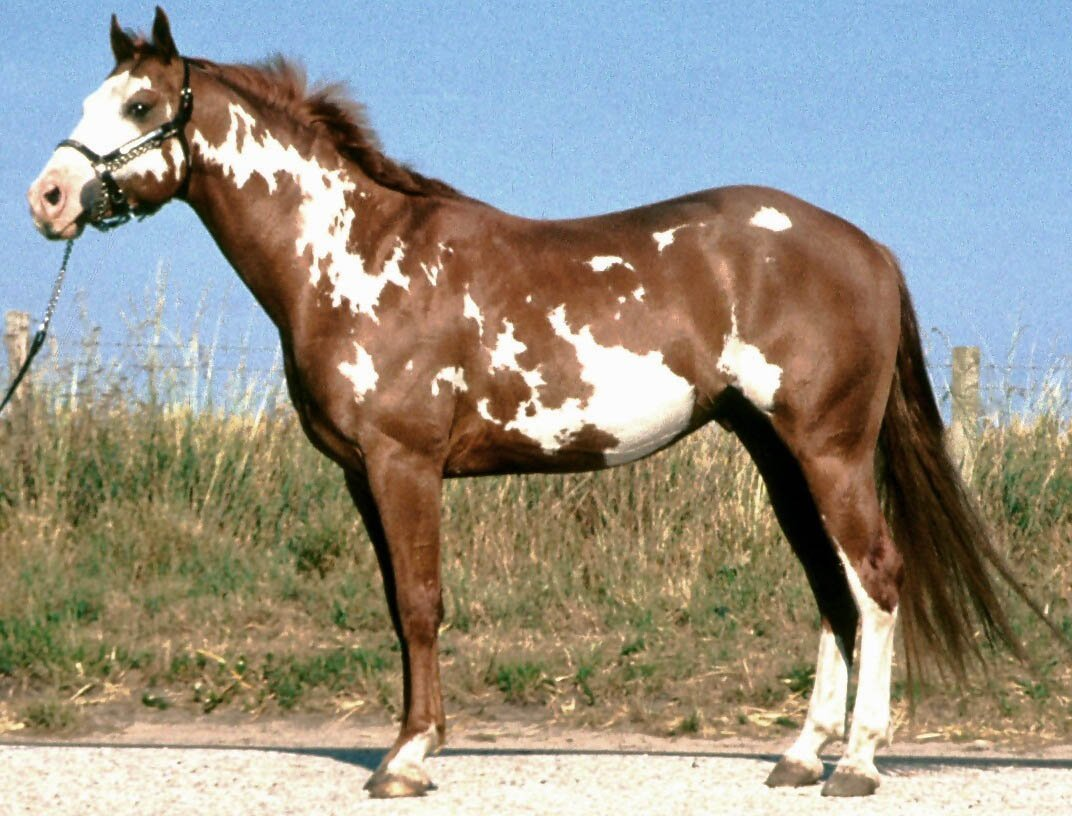
Paint con manto Overo

Rappresenta il modello Overo più familiare. Il termine “Frame” tradotto dall'inglese significa cornice, infatti la caratteristica peculiare di tale mantello è la presenza di macchie bianche, nitide e ben delineate, incorniciate da un bordo più scuro, spesso di colore blu. Queste macchie bianche si concentrano, seguendo una disposizione di tipo orizzontale, soprattutto lungo corpo e collo e non attraversano la linea della schiena. Solitamente la testa presenta ampie macchie bianche, mentre gli occhi sono prevalentemente blu. I piedi e gli arti generalmente sono scuri anche se a volte è possibile riscontrare del bianco pure in queste zone.

#### Overo Sabino
La parola "Sabino" viene tradotta dallo spagnolo come pallido e maculato, mentre in Europa e negli Stati Uniti sta ad indicare un disegno unico ed interessante. I cavalli con questo tipo di mantello generalmente hanno tutti e quattro i piedi e gli arti bianchi e presentano un disegno molto frastagliato che dal basso si estende verso l'alto. La testa è prevalentemente bianca e gli occhi possono essere blu, parzialmente blu o marroni. Molti cavalli Sabino possono esibire chiazze e/o zone roane, non così ben definite come nel caso degli Overo Frame.

#### Overo Splash
Rappresenta il manto meno comune da riscontrare anche se negli ultimi anni il numero di cavalli che lo presentano sta incrementando notevolmente. I cavalli che presentano questa tipologia di pezzatura danno l'impressione di essere stati letteralmente “immersi” nella vernice bianca. Pancia e arti sono bianchi, mentre dalla coda alle orecchie il mantello generalmente si presenta scuro. Solo occasionalmente il bianco attraversa la linea dorsale. La coda è spesso bianca o con la punta bianca. La testa è chiara con occhi tipicamente azzurri. Il contrasto tra bianco e colore è molto accentuato per via dei bordi nitidi, lisci e squadrati.

### Tovero
Questo modello di pezzatura non è altro che una miscela tra i due mantelli precedentemente descritti, ovvero Tobiano ed Overo. La caratteristica tipica di questo mantello è la pigmentazione scura intorno alle orecchie che si espande fino alla linea degli occhi, talvolta comprendendoli. Generalmente uno od entrambi gli occhi sono blu. Il petto presenta zone scure che occasionalmente possono estendersi fino al collo, mentre sui fianchi macchie più o meno estese si possono protrarre anche verso la groppa. La base della coda risulta colorata.

### Solid
Con questo termine si indicano quei cavalli, altrimenti idonei per la registrazione come Paint, che non presentano alcun modello di pezzatura riconosciuto.

### Altri termini
Esistono ulteriori termini importanti per quando si va a descrivere cavalli Paint, essi sono:
- Color: opposto di “Solid”, questo termine viene utilizzato per indicare che il cavallo presenta un modello di pezzatura;
- Chrome: termine informale di approvazione usato in alcune regioni geografiche per descrivere un modello di pezzatura particolarmente appariscente;
- Pintaloosa: termine informale che viene usato per descrivere il manto di un cavallo ottenuto tramite l'incrocio tra un Paint americano ed un Appaloosa.

### Ereditabilità del mantello
Dal punto di vista ereditario il mantello del Paint è dominante, pertanto è inconsueto, ma non impossibile, che due genitori Paint generino puledri dal mantello tinta unita. Quindi anche se la progenie in prima generazione presenta il mantello tinta unita è molto probabile che in seconda generazione si producano cavalli dal mantello pezzato.

### Unicità del Paint
Le pezzature che contraddistinguono i cavalli Paint sono sempre uniche nel loro genere, infatti non c'è mantello uguale ad un altro. Nessuna altra razza annovera soggetti tanto differenti l'uno dall'altro. Ogni esemplare è facilmente riconoscibile: questo costituisce un ottimo deterrente contro il furto d'animale, problema che ancora oggi, purtroppo, può affliggere i proprietari di cavalli.

### Color Class
Il manto del Paint riscuote un notevole successo ai cosiddetti Color Class, concorsi in cui viene valutata unicamente la colorazione dei mantelli.

## Paint o Pinto?
Generalmente entrambi i termini, sia "Paint" che "Pinto", vengono utilizzati per descrivere cavalli Paint. È, però, opportuno fare delle precisazioni: il termine "Paint" viene utilizzato specificatamente per identificare la razza, mentre il termine "Pinto" in verità si riferisce al colore.

## Usi
Il Paint Horse viene utilizzato in una varietà di discipline equestri, più comunemente nel western pleasure, reining, barrel racing e altri eventi western, anche se viene montato anche nell'equitazione inglese nelle competizioni di hunt seat o di salto ostacoli.
Il Paint Horse può essere distinto in 4 tipi:
- Stock: classico cavallo Western con sangue Quarter Horse, adatto per l'uso con il bestiame
- Pleasure: deriva da cavalli arabi e Morgan e può essere utilizzato sia con le discipline di monta inglese che con quelle Western
- Hunter: simile nella struttura al Purosangue inglese e ottimo per la caccia
- Sella: è un tipico cavallo americano da equitazione e da esposizione con un'andatura aggraziata e decisa

## Malattie genetiche
Una problematica medica associata alla razza è la sindrome del bianco letale (LWS). Chiamata anche sindrome letale del overo bianco (OLWS) o, meno frequentemente, sindrome del puledro bianco (WFS), è collegata a un gene recessivo associato al pattern overo frame. I cavalli che sono portatori eterozigoti del gene non sviluppano la condizione e sono fisicamente sani. Tuttavia, quando nasce un puledro che è omozigote per il gene LWS, dovrebbe essere umanamente soppresso poco dopo la nascita, altrimenti morirà entro pochi giorni a causa di complicazioni legate a un tratto intestinale sottosviluppato. È disponibile un test del DNA per la LWS in modo che i cavalli che sono portatori di questo gene non siano accoppiati tra loro. I cavalli possono portare il gene LWS e non mostrare visibilmente il colore overo; casi sono apparsi nei discendenti sia di genitori tobiano che di colore solido, anche se tutti i casi finora sono cavalli che avevano antenati overo. La LWS non è unica ai Paint Horse; può verificarsi in qualsiasi razza equina dove viene trovato il pattern del mantello overo frame.
A causa dell'alto flusso di accoppiamenti con Quarter Horse americani, alcuni Paint possono portare anche disturbi genetici come la paralisi periodica iperkalemica (HYPP), l'astenia dermica regionale equina ereditaria (HERDA), la miopatia da accumulo di polisaccaridi equini (chiamata PSSM - miopatia da accumulo di polisaccaridi - nei Paint, Quarter Horse e Appaloosa), l'ipertermia maligna (MH) e la carenza dell'enzima ramificante del glicogeno (GBED). L'influenza dell'accoppiamento con il sangue dei Purosangue pone alcuni lignaggi a rischio maggiore di sindrome di Wobbler.